# Space Battleship
Ne doit pas être confondu avec Battleship (film).
Pour plus de détails, voir Fiche technique et Distribution.
Space Battleship ou Space Battleship : L'Ultime Espoir (SPACE BATTLESHIP ヤマト, Space Battleship Yamato) est un film de science-fiction japonais réalisé par Takashi Yamazaki, sorti en 2010.
Le scénario est inspiré de l'histoire de Yoshinobu Nishizaki d'après l'œuvre Space Battleship Yamato (宇宙戦艦ヤマト, Uchū Senkan Yamato) de Leiji Matsumoto.
Sous le titre international Space Battleship Yamato, ce film a été présenté au Filmart (Hong Kong International Film and Television Market), le 22 mars 2010, à Hong Kong en Chine.

## Histoire
En 2199, après cinq années d'attaques par une race extraterrestre connue sous le nom de Gamilas, la Terre est ravagée, ce qui explique la présence des radiations la rendant invivable. Les humains manquent de refuges, contraints de s'enterrer de plus en plus profondément, sachant que la contamination radioactive les rattrapera : au bout de quelques mois, l'humanité aura disparu.
Pendant ce temps, dans l'espace, l'Earth Defense Force (EDF) lance une contre-offensive près de Mars. Les armes de la flotte ne sont pas de taille à affronter les Gamilas, qui déciment facilement la flotte. Pendant la bataille, le capitaine Mamoru Kodai propose d'utiliser son vaisseau endommagé, le destroyer Yukikaze, comme un bouclier pour couvrir le vaisseau du Capitaine Jūzō Okita, permettant sa retraite. Malgré le refus d'Okita, Mamoru effectue cette manœuvre et est tué lors de la destruction de son vaisseau.
Sur Terre, le frère de Mamoru, Susumu Kodai récupère des métaux sur la surface irradiée quand un objet s'écrase près de lui, jetant son casque et le rendant inconscient. Il se réveille pour trouver une capsule de message extraterrestre. Susumu remarque aussi que le rayonnement a été réduit à des niveaux sûrs autour de lui. Il est secouru par le vaisseau d'Okita (qui revient sur Terre) et l'on découvre que la capsule contient des schémas d'ingénierie d'un nouveau moyen de propulsion nommé warp, soit une forme de téléportation, et les coordonnées de la planète d'où elle provient (Iskandar). Après avoir appris ce qui est arrivé sur Mars, Susumu accuse Okita d'avoir utilisé son frère comme agneau sacrificiel et tente de le frapper, mais un membre de l'équipage, Yuki Mori, l'arrête violemment.
Okita estime que l'espoir de l'humanité réside sur Iskandar qui possèderait une machine de décontamination dans l'espoir de sauver leur planète. Une demande de volontaires pour la mission est envoyée, et Kodai, un ancien pilote de l'EDF décide de se réengager. Leur dernier cuirassé, le Yamato, est amélioré grâce à la technologie extraterrestre. Avant le décollage du Yamato, les Gamilas l'attaquent avec un missile géant. Le capitaine Okita donne l'ordre de tirer avec une arme encore non testée, le Canon à Diffusion Ondulatoire (CDO), qui détruit avec succès le missile. Kodai retrouve sa vieille équipe. Yuki, qui a rejoint EDF il y a des années en raison de son admiration pour Kodai, est amer envers lui.
L'équipage du Yamato effectue leur premier test du warp pour se retrouver à la rencontre de vaisseaux Gamilas. Comme le Canon à diffusion ondulatoire est alimenté par le même réacteur que le moteur à distorsion (warp), l'équipage doit attendre la recharge du moteur pour se téléporter à nouveau. Le Yamato détruit le vaisseau amiral ennemi, mais le chasseur de Yuki est endommagé au cours de la bataille. Kodai se lance à sa rescousse et est ensuite incarcéré pour avoir désobéi aux ordres. Shima, ancien membre de l'équipe Kodai, dit à Yuki que Kodai a quitté le service, car il a accidentellement causé la mort de ses parents et aussi de la femme de Shima au cours d'une mission.
Après avoir quitté la Voie lactée, l'équipage du Yamato aperçoit un chasseur Gamilas à la dérive et le récupère pour l'étudier, mais le pilote extraterrestre est vivant, il sort du vaisseau, attaque et possède le Commando Chef d'équipage Hajime Saitō, afin de pouvoir communiquer. L'extraterrestre se fait appeler Dessler et explique que Gamilas est une race avec un esprit de ruche, soit un esprit et une intelligence collective. À la question « Pourquoi attaquez vous la Terre ? », il répond de manière énigmatique que les Gamilas la transforment. Kodai étourdit Saitō, alors possédé, mais l'extraterrestre est détruit.
Plus tard, le capitaine Okita, alors malade, nomme Kodai capitaine. L'équipage découvre que le chasseur capturé Gamilas contient une balise de détresse, transmettant leur position à une flotte Gamilas. Le Yamato détruit le chasseur mais il est trop tard pour empêcher le combat. Le CDO est utilisé pour détruire un vaisseau Gamilas, mais ce temps perdu est mis à profit par un engin spatial furtif Gamilas qui s'accroche au troisième pont du vaisseau située sous la coque. Kodai ordonne à contrecœur à Yuki, dans son chasseur, de faire sauter le support du pont 3, quelques instants avant qu'il explose, sauvant le Yamato mais condamnant les hommes prisonniers à l'intérieur. Plus tard Kodai s'excuse auprès de Yuki pour lui avoir ordonné de condamner leurs camarades d'équipage, et les deux ont un moment d'intimité pendant une nouvelle téléportation.
Le Yamato arrive à Iskandar, mais est accueilli par une grande flotte Gamilas qui envoie un vaisseau spatial obstruer la bouche du Canon à Diffusion Ondulatoire. Avec leur arme principale désactivée, Kodai fait le choix dangereux de se téléporter de manière aléatoire et ils se retrouvent à l'opposé d'Iskandar, mais sont surpris de voir qu'elle est sans vie. Elle ressemble même à la Terre, ravagée par les attaques Gamilas : l'équipage comprend que Gamilas et Iskandar sont la même planète. L'équipage commence à penser que c'est un piège, mais Kodai les exhorte à persévérer. Il mène un débarquement, soit une attaque à la surface de la planète au cœur d'une lourde opposition Gamilas. Comme une grande partie de la force d'assaut est tuée, les autres pilotes restent sur place pour couvrir Kodai, Sanada, Saitō et Mori qui se dirigent aux coordonnées indiquées dans la capsule envoyée sur Terre.
Aux coordonnées, un extraterrestre possède le corps de Yuki et explique que Gamilas et Iskandar sont deux aspects de la même race. L'extraterrestre explique que leur planète se meurt et voit la Terre comme planète de remplacement la plus appropriée en tuant l'humanité dans le processus. Cependant, Iskandar n'a pas partagé ce point de vue et a été emprisonné. Iskandar implante à Yuki la capacité de nettoyer les radiations de la Terre, et comme elle et Kodai retournent au Yamato, Saitō et Sanada se sacrifient en détruisant la source d'alimentation Gamilas. Par la suite, le Yamato retourne sur Terre et Okita meurt. L'équipage se réjouit de leur retour, mais une embuscade de vaisseaux Gamilas survivants endommage gravement le cuirassé. Dessler apparaît à bord du Yamato et dit qu'ils ne veulent plus envahir la Terre, car la majorité des Gamilas ont été tués, mais il a maintenant l'intention de détruire la planète avec son gigantesque vaisseau pour venger sa race. Le Yamato, gravement endommagé ne peut empêcher l'attaque. Kodai demande à l'équipage survivant d'abandonner le vaisseau avant qu'il guide le Yamato pour une attaque kamikaze contre le navire Gamilas et tire avec le Canon à diffusion ondulatoire bloqué, ce qui provoque l'explosion des deux vaisseaux.
La fin montre Yuki et un enfant, qui est supposé être le fils de Kodai, sur la surface de la Terre qui a maintenant retrouvé son état naturel.

## Fiche technique
Source : The Internet Movie Database
- Titre français : Space Battleship
- Titre québécois : Yamato, le cuirassé de l'espace
- Titre international : Space Battleship Yamato
- Titre original : Space Battleship ヤマト
- Réalisation : Takashi Yamazaki
- Scénario : Shimako Satō, inspiré de l'histoire de Yoshinobu Nishizaki d'après l'œuvre Space Battleship Yamato (宇宙戦艦ヤマト, Uchū Senkan Yamato?) de Leiji Matsumoto
- Direction artistique : Anri Johjo sous le pseudonyme de Anri Jôjô
- Décors : Anri Johjo sous le pseudonyme de Anri Jôjô
- Costumes : Kazuo Matsuda
- Photographie : Kôzô Shibasaki
- Montage : Ryuji Miyajima
- Son : Hitoshi Tsurumaki
- Musique : Naoki Satô
- Production : Toshiaki Nakazawa
- Sociétés de production : Robot Communications et Tokyo Broadcasting System Films
- Sociétés de distribution : Tōhō (Japon), Wild Side Video (France, DVD)
- Effets spéciaux : Takashi Yamazaki
- Effets visuels : Takashi Yamazaki
- Sociétés des effets spéciaux : Digital Artist Guild, Imagica, Mozoo et Shirogumi
- Budget : 2 200 000 000 de yens[1], soit 19 900 000 d'euros soit 28 600 000 de dollars[2]
- Pays d'origine :  Japon
- Langue originale : japonais
- Format : couleur — 2.35 : 1 — 35 mm — Dolby Digital
- Genre : science-fiction
- Durée : 131 minutes
- Dates de sortie :
  -  Japon : 1er décembre 2010
  -  France : 2 août 2011 (DVD/Blue-Ray)

## Distribution
- Takuya Kimura (VFB : Pierre Lognay) : Susumu Kodai, l'officier tactique et le chef de l'escadron de navettes des Black Tigers, jeune frère de Mamoru Kodai
- Meisa Kuroki (VFB : Nathalie Hugo) : Yuki Mori, pilote d'élite de l'escadron des navettes des Black Tigers
- Naoto Ogata (VFB : David Manet) : Daisuke Shima (Hornett), le navigateur en chef
- Toshirō Yanagiba (VFB : Franck Dacquin) : Shirō Sanada, l'officier scientifique
- Tsutomu Yamazaki (VFB : Jean-Paul Landresse) : Jūzō Okita, le capitaine du Yamato
- Hiroyuki Ikeuchi (VFB : Sébastien Hébrant) : Hajime Saitō, le commandant en chef du commando aéroporté
- Reiko Takashima (VFB : Alexandra Correa) : Dr Sakezô Sado (Sophie), le médecin
- Toshiyuki Nishida : Hikozaemon Tokugawa, le chef machiniste doyen de l'équipage aux côtés du capitaine Okita
- Maiko Skorick (VFB : Cathy Boquet) : Yoshikazu "Gicchi" Aihara (Lucy), l'officier radar du bord
- Kazuki Namioka (VFB : Didier Colfs) : Saburō Katō (Chen), membre de l'escadron de navettes des Black Tigers
- Kensuke Ōwada : Kenjirō Ōta, l'assistant de Daisuke Shima
- Takumi Saito : Akira Yamamoto, membre de l'escadron de navettes des Black Tigers
- Takahiro Miura : Furuya, membre de l'escadron de navettes des Black Tigers
- Kenichi Ogata : Analyzer, le robot de Susumu Kodai, spécialisé en analyses de données
- Shinichi Tsutsumi : Mamoru Kodai, capitaine du Yukikaze, frère aîné de Susumu
- Non défini (VFB : Michel Gervais) : Le gouverneur (Président)

Le doublage français est dirigé par Thomas Guitard au studio Dubbing Brothers Belgique.

La fiche a été complétée à partir des cartons de doublage du DVD et du Bluray Wild Side Films qui sont distinctes et mentionnent parfois des noms différents pour le DVD, repris entre parenthèses.
- Adaptation : Didier Drouin
- Mixage : Benoit Joly

## Production

### Développement

#### Série d'anime à succès
Le film est inspiré du manga Yamato, le cuirassé de l'espace et de la série d'anime Space Battleship Yamato (宇宙戦艦ヤマト) créés par l’un des maîtres de l’animation japonaise Leiji Matsumoto, en 1974, qui, dans la même année, a connu un immense succès au Japon.

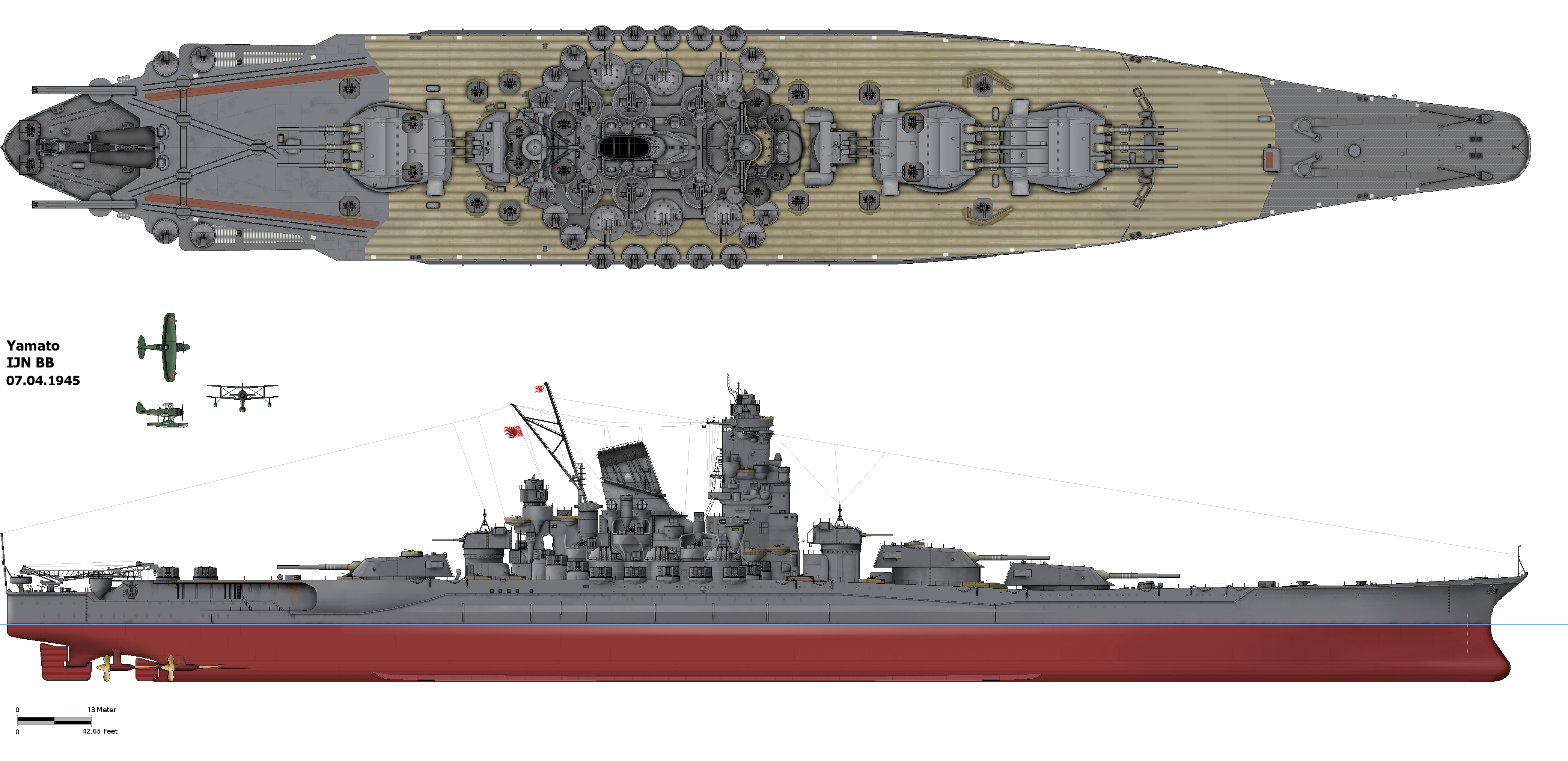
Design du Yamato (1941-1945).

Inspiré du cuirassé de premier rang de la marine impériale japonaise baptisé Yamato mis en service en décembre 1941 avant d'être coulé en avril 1945 lors de la bataille d'Okinawa, l'auteur reprend cette histoire en l'imaginant, au XXIIe siècle, le bateau de guerre récupéré du fond du Pacifique pour le métamorphoser en vaisseau spatial renommé Yamato en lui rendant hommage, comme on le voit au second épisode de la série animée.
Inédite en France, les États-Unis ont acheté et diffusé la série en 1979 sous le titre Star Blazers. Elle en comporte également deux autres suites intitulées Space Battleship Yamato II (宇宙戦艦ヤマト2, Uchū Senkan Yamato Tsū) (1978) et Space Battleship Yamato III (宇宙戦艦ヤマトIII, Uchū Senkan Yamato Surī) (1980), ainsi que quatre films Farewell to Space Battleship Yamato (さらば宇宙戦艦ヤマト 愛の戦士たち, Saraba Uchū Senkan Yamato Ai no Senshitachi) (1978), Be Forever Yamato (ヤマトよ永遠に, Yamato yo Towa ni) (1980), Final Yamato (宇宙戦艦ヤマト・完結編, Uchuu Senkan Yamato Kanketsu Hen) (1983) et Space Battleship Yamato: Resurrection (宇宙戦艦ヤマト 復活篇, Uchū Senkan Yamato: Fukkatsu Hen) (2009), sans oublier un téléfilm Yamato: The New Voyage (宇宙戦艦ヤマト 新たなる旅立ち, Uchū Senkan Yamato Aratanaru Tabidachi) (1979).

#### Adaptation live
The Walt Disney Company achète les droits d'adaptation de la série dans les années 1990 et, depuis, ne parvient pas à engager une production.
La firme Tokyo Broadcasting System Films avait prévu ce film live depuis 2005, Noboru Ishiguro, réalisateur et membre d'équipe de la série animée originale, confirme finalement, en juillet 2009 dans une convention de fans à Baltimore aux États-Unis, que Space Battleship Yamato en réel est en développement.
Sur l'histoire imaginée par Yoshinobu Nishizaki provenant de la première série de 1974 écrite par Leiji Matsumoto, Shimako Satō écrit le scénario. Le directeur de la photographie Kôzô Shibasaki commence la prise de vues en octobre 2009 et le réalisateur Takashi Yamazaki prend les commandes du projet le plus cher jamais produit au Japon avec 2 200 000 000 de yens, soit 19 900 000 d'euros.

### Audition
Le chanteur et acteur Takuya Kimura tient le rôle principal de Susumu Kodai. Selon les médias japonais, il a profondément été impressionné par les scènes tridimensionnelles de haute qualité du film Avatar de James Cameron et a aussitôt conseillé le réalisateur Takashi Yamazaki de le regarder.
Erika Sawajiri étant pressentie auparavant pour endosser le rôle de Yuki Mori, Meisa Kuroki la remplace. Son personnage est, dans l'œuvre originale Yamato, l'infirmière assistant du docteur Sakezô Sado.
Alors que, dans l'œuvre originale, le docteur Sakezô Sado et l'officier Yoshikazu "Gicchi" Aihara sont des hommes, c'est pourtant les actrices Reiko Takashima et Maiko Skorick qui tiennent ces rôles féminisés.

### Tournage
Avec un budget estimé de 2 200 000 000 de yens, soit 19 900 000 d'euros (28 600 000 de dollars), le tournage a eu lieu du 12 octobre 2009 jusqu'à la fin de cette année à Tokyo au Japon. La postproduction, c'est-à-dire l'infographie, le montage et d'autres éléments, a duré neuf mois avant la sortie japonaise.

### Post-production
Le réalisateur Takashi Yamazaki s'est également concentré sur les effets spéciaux.

### Musique
Space Battleship Yamato Original Soundtrack (Space Battleship ヤマト Original Soundtrack),, est une bande originale japonaise composée par Naoki Satô pour ce film. Produit par Crown Tokuma Music, cet album est sorti le 1er décembre 2010.
Le compositeur Naoki Satô reprend avec respect l'œuvre musical de la série animée créé par Hiroshi Miyagawa, tout en le rendant plus moderne pour le besoin du film en chair et en os.
La chanson du générique Love Lives est écrite, composée et interprétée par Steven Tyler, le chanteur du groupe de hard rock américain Aerosmith, après avoir examiné le scénario traduit en anglais et les extraits du film. La ballade exprime le concept de vouloir protéger un être aimé. Produit par Marti Frederiksen du Columbia, son titre est sorti le 24 novembre 2010, une semaine avant le lancement du film.
| 1.    | Space Battleship Yamato Opening Title (SPACE BATTLESHIP ヤマト Opening Title, SPACE BATTLESHIP Yamato Opening Title) | 3:34 |
| 2.    | Raggedy Men (薄汚れた男, Usuyogoreta otoko)                                                                          | 1:14 |
| 3.    | Ship of Hope (希望の船, Kibou no fune)                                                                               | 4:16 |
| 4.    | Fire Wave Motion Gun (波動砲発射, Hadoujuu hassha)                                                                   | 4:38 |
| 5.    | Gamirus Fleet (ガミラス艦隊, Gamilas kantai)                                                                         | 3:25 |
| 6.    | The Return (帰還, Kikan)                                                                                             | 2:43 |
| 7.    | Gamirusrod (ガミラスロイド, Gamilasroid)                                                                             | 0:46 |
| 8.    | Orders (命令, Meirei)                                                                                                | 1:38 |
| 9.    | Enemy Fleet Destroyed (敵艦隊消滅, Tekikantai shoumetsu)                                                             | 3:20 |
| 10.   | Moment of Silence (一瞬の静寂, Isshun no seijaku)                                                                    | 4:23 |
| 11.   | Comfort (慰め, Nagusame)                                                                                             | 1:40 |
| 12.   | Beautiful Blue Planet (美しい青い星, Utsukushii aoi hoshi)                                                           | 0:47 |
| 13.   | Crisis (危機, Kiki)                                                                                                  | 2:13 |
| 14.   | Faith (信念, Shinnen)                                                                                                | 2:10 |
| 15.   | A New History (新たな歴史を, Arata na rekishi o)                                                                     | 2:26 |
| 16.   | Cosmo Zero Launch (コスモゼロ発進, Cosmo Zero hasshin)                                                               | 4:36 |
| 17.   | The Truth about the Radioactivity Removal Device (放射能除去装置の真実, Houshanou jokyo souchi no shinjitsu)         | 5:51 |
| 18.   | Entrusted with the Future (託された未来, Takusareta mirai)                                                           | 2:05 |
| 19.   | Earth (地球, Chikyuu)                                                                                                | 2:34 |
| 20.   | Deslar's Revenge (デスラーの報復, Desslar no houfuku)                                                                | 3:21 |
| 21.   | To Protect (守りたいもの, Mamoritai mono)                                                                            | 4:41 |
| 22.   | The Final Salute (最期の敬礼, Saiki no keirei)                                                                       | 3:07 |
| 65:28 | |      |

## Promotion

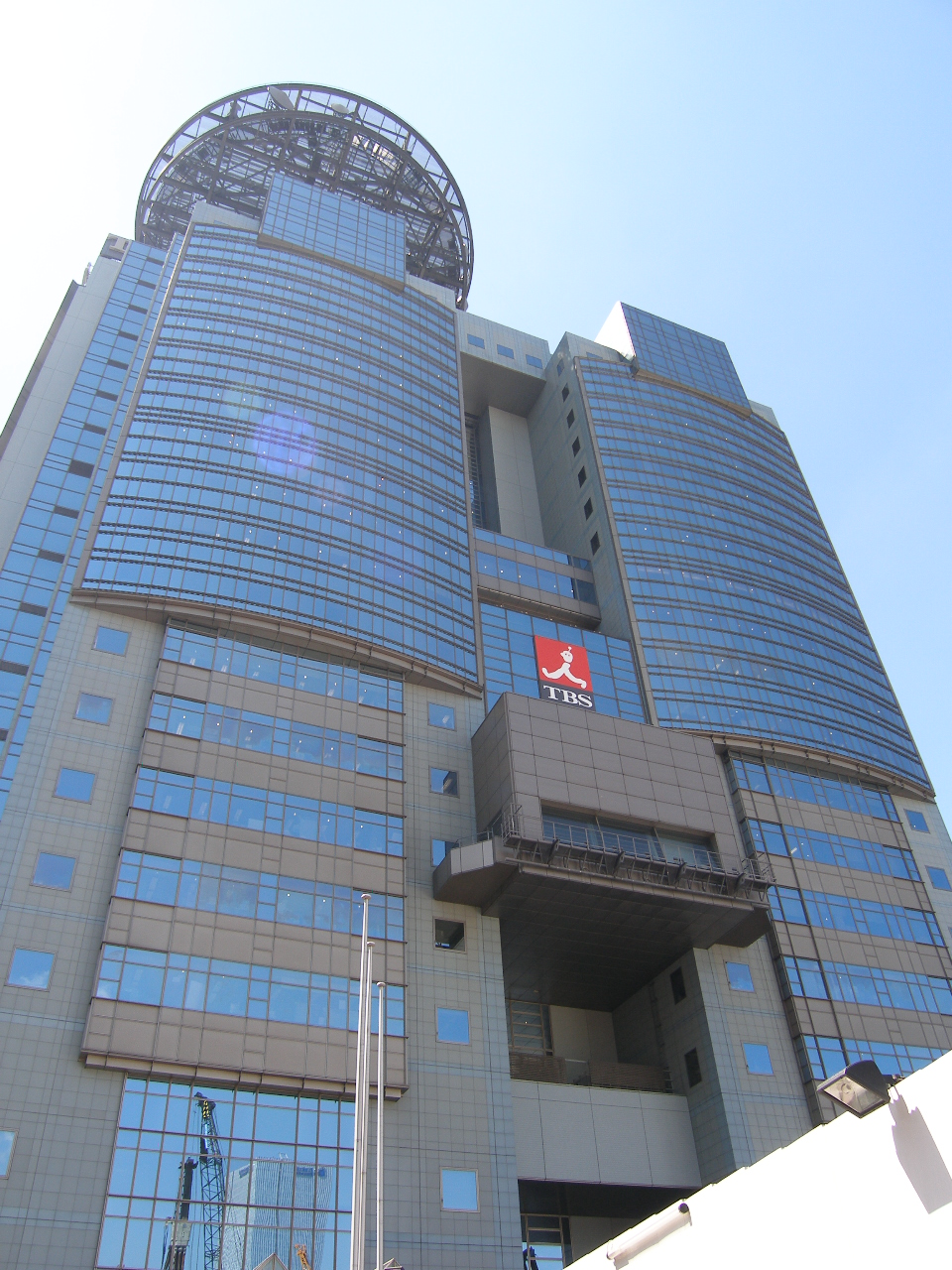
Tokyo Broadcasting System.

La première bande-annonce s'est lancée fin juin 2010.
Une exposition du cuirassé de l'espace Yamato de quinze mètres de long, servant une publicité au profit de la sortie du film, a lieu du 20 décembre au 4 décembre 2010 à l'entrée de l'entreprise Tokyo Broadcasting System dans le quartier d'Akasaka à Tokyo.
À l'intérieur, tous éléments comme des costumes, des accessoires et des engins de secours et de chasseurs spatiaux (les Cosmo Zero, les Black Tigers…) en miniatures servis pour le film sont révélés ainsi que la technologie du cuirassé de l'espace, la bande-annonce et les gigantesques affiches du film.

## Accueil

### Sorties internationales
Space Battleship Yamato film projette sur quatre cent quarante écrans, le 1er décembre 2010, au Japon. Selon la distribution Toho, le film a attiré 791 012 cinéphiles japonais.
Les différentes versions de DVD et Blu-Ray sortent le 24 juin 2011.
Le film est licencié par de différentes distributions : Wild Side Films pour la France, Splendid Film (Allemagne), Golden Harvest (Chine, Hong Kong et Macao), Catchplay (Taïwan), Encore Films (Singapour, Malaisie, Brunei et Indonésie) et Sahamongkol Film International (Thaïlande).

### Accueils critiques
Alors que The Japan Times a donné son avis positif sur le film, The Daily Yomiuri a écrit que Space Battleship Yamato manquait de gravité et que l'aspect visuel et artistique ressemblait trop à la reprise Battlestar Galactica.
En France, le Direct Matin a décrit le film d'« une grande odyssée spatiale dans la lignée de Star Trek », une citation reprise au verso de la jaquette du DVD/Blu-Ray distribués par Wild Side Films. Le Figaro, « Cela fleure bon son Star Wars, saupoudré de graines de Star Trek, le tout rehaussé de pointes de Battlestar Galactica, voire de Starship Troopers ».

### Box-office
En décembre 2010, ce film bat le record, en atteignant le numéro un au box-office japonais devant Harry Potter et les Reliques de la Mort en une semaine, récoltant 517 486 696 de yens.

## Distinctions

### Récompense
- Prix de Choix de lecteurs au Nikkan Sports Film Awards 2011

### Nomination
- Meilleurs effets spéciaux aux Asian Film Awards 2011